# Cigaritis seliga
Cigaritis seliga is een vlinder uit de familie van de Lycaenidae. De wetenschappelijke naam van de soort is voor het eerst gepubliceerd in 1912 door Hans Fruhstorfer.

## Verspreiding
De soort komt voor in Myanmar, Vietnam, Thailand en Borneo.

## Ondersoorten
- Cigaritis seliga seliga (Fruhstorfer, 1912)
- Cigaritis seliga rokana (Fruhstorfer, 1912)
  - = Aphnaeus lohita rokana Fruhstorfer, 1912
  - = Spindasis lohita rokana (Fruhstorfer, 1912)
  - = Spindasis seliga rokana